# 머신 걸
《머신 걸》(일본어: 片腕マシンガール)은 2008년 개봉한 일본의 액션, 고어 영화이다. 이구치 노보루가 감독과 각본을 맡았다.